# Eforie
Eforie is een stad en toeristische badplaats aan de Zwarte Zeekust, in Roemenië, in het district Constanța. De stad ligt 14 km ten zuiden van Constanța en 40 km ten noorden van Bulgarije. Bij Eforie kun je het Techirghiolmeer vinden.
In de zomer komen er duizenden toeristen naar Eforie om te baden. Eforie had in 2002 9294 inwoners waarvan niet alleen Roemenen maar ook een klein percentage Nogai en Turken.
Tegenwoordig bestaat Eforie uit twee delen: Eforie Nord en Eforie Sud.
Van noord naar zuid:
Mamaia · Eforie (Nord · Sud) · Costinești · Olimp · Neptun · Jupiter · Cap Aurora · Venus · Saturn · 2 Mai · Vama Veche